# Stefan Alraun
Stefan Alraun (ur. 1970) – niemiecki biegacz narciarski, dwukrotny medalista mistrzostw świata juniorów. Największe sukcesy osiągnął w 1990 roku, kiedy zdobył dwa medale podczas mistrzostw świata juniorów w Les Saisies. Najpierw zajął trzecie miejsce w biegu na 10 km techniką klasyczną, a następnie trzecie miejsce zajął też w sztafecie. Nigdy nie wystąpił w zawodach Pucharu Świata. Nigdy też nie wziął udziału w igrzyskach olimpijskich ani mistrzostwach świata.

## Osiągnięcia

### Mistrzostwa świata juniorów
| Miejsce | Dzień    | Rok  | Miejscowość | Konkurencja             | Wynik     | Strata   | Zwycięzca      |
| ------- | -------- | ---- | ----------- | ----------------------- | --------- | -------- | -------------- |
| 44.     | 28 marca | 1990 | Les Saisies | 30 km stylem dowolnym   | 1:28:15,4 | +12:12,6 | Johann Mühlegg |
| 3.      | 30 marca | 1990 | Les Saisies | 10 km stylem klasycznym | 29:55,4   | +12,1    | Jiří Kvapil    |
| 3.      | 31 marca | 1990 | Les Saisies | Sztafeta 4x10 km        | 2:00:31,0 | +1:08,8  | NRD            |